# Hulsteik
De hulsteik (Quercus coccifera), ook wel kermeseik genoemd, is een boom uit de napjesdragersfamilie (Fagaceae). Het is een groenblijvende soort, die in het Middellandse Zeegebied groeit op warme en droge heuvelhellingen. De boom kan 10-20 m hoog worden en de stammen kunnen meer dan een halve meter in diameter bereiken. Vaak is hij meer struikachtig omdat schapen en geiten het blad afvreten, er vormt zich dan soms een ondoordringbare heg. De naam kermes is afkomstig van het Turkse woord voor 'rood': kırmızı. Oorsprong daarvan is dat in het verleden insecten die op de boom leven gevangen werden om er de kleurstof scharlakenrood mee te maken.

## Kenmerken
De bladeren van de hulsteik zijn bronskleurig en licht behaard. Oudere bladeren zijn donkergroen en stekelig. Ze zijn 2-4 cm lang en duidelijk kleiner dan de bladeren van de hulst (Ilex aquifolium). De mannelijke katjes zijn geel en hebben een lengte van 2-4 cm. Ze verschijnen met de jonge bladeren in de lente. Er zitten eikels verborgen tussen de bladeren. Het napje van de eikel heeft stekelige schubben. De eikels worden gedurende de tweede zomer rijp. Net als bij de steeneik (Quercus ilex) zijn er geen tot nauwelijks groeiringen te onderscheiden. 

## Toepassing
Het hout is zeer vast en zwaar vanwege de fijne structuur. Het droogt langzaam. Meteen na de oogst over het hart of al aan ribben zagen zal veel problemen voorkomen. Op Kreta is het een van de favoriete houtsoorten voor houtskoolproductie. Vanwege de grote hardheid verwerken zagerijen het niet graag hoewel het net als steeneik heel geschikt zou zijn voor toepassingen zoals houten hamers, kammen in kamraderen en draaiwerk.

## Afbeeldingen

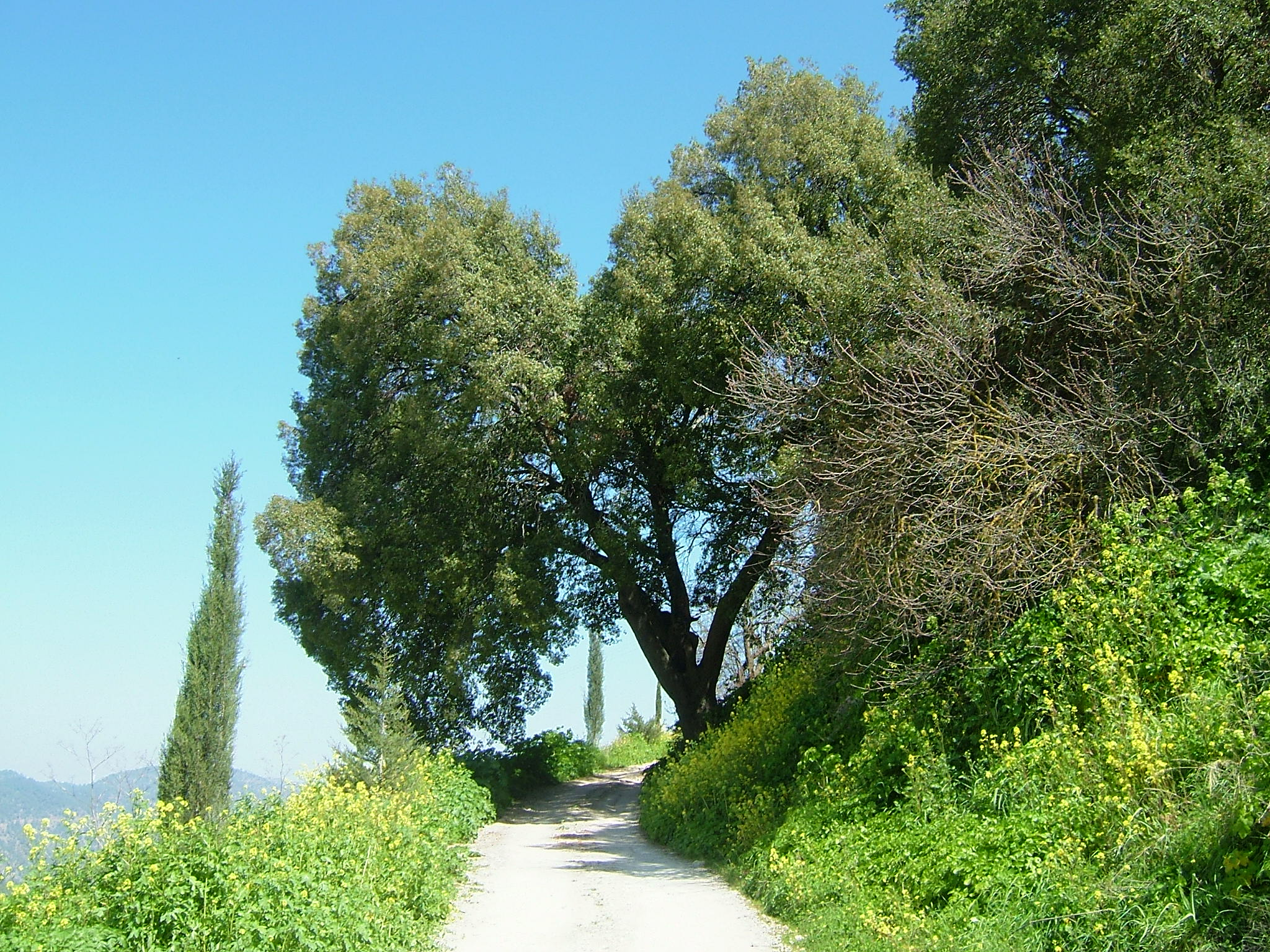
Boom
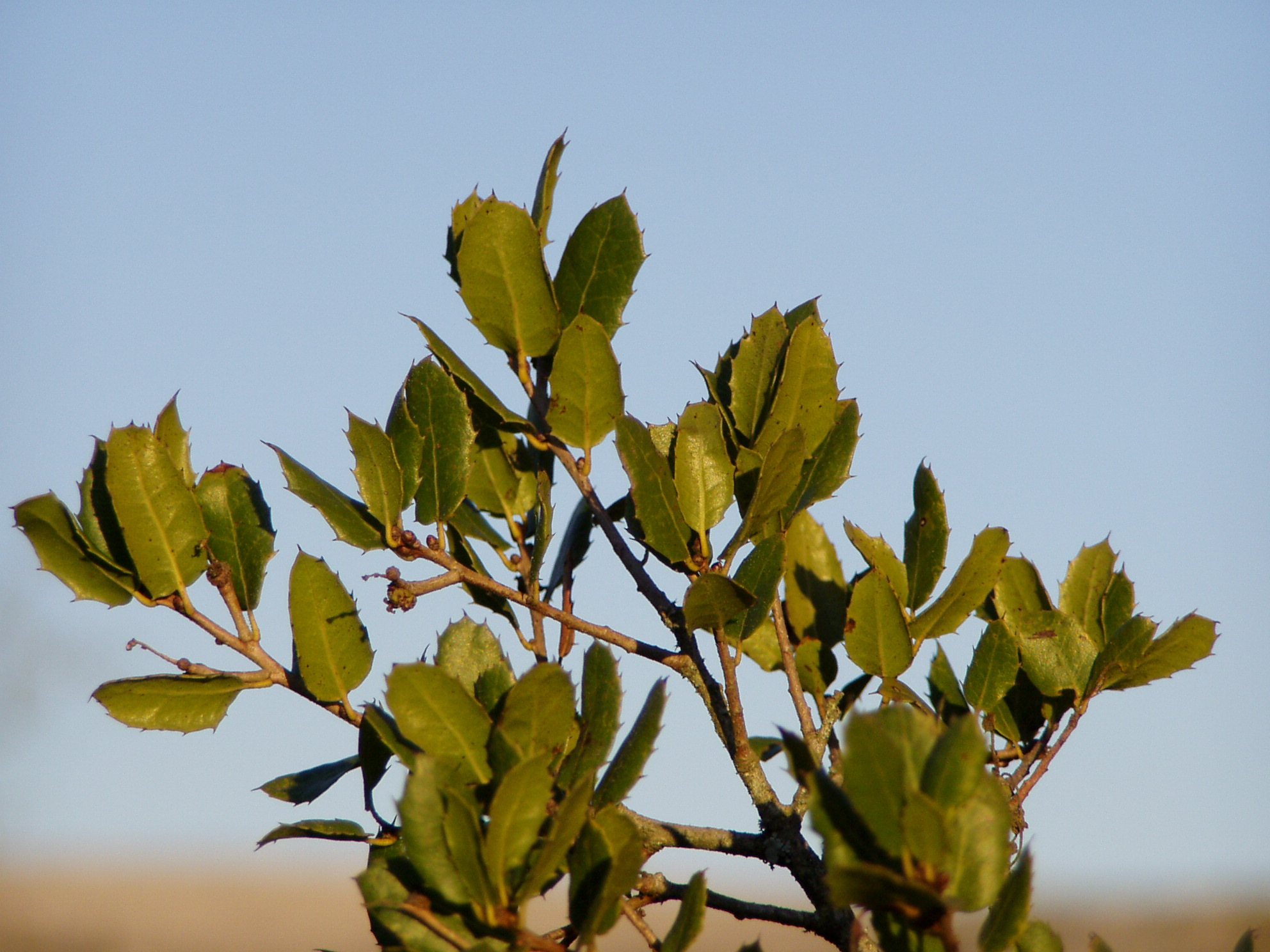
Bladeren
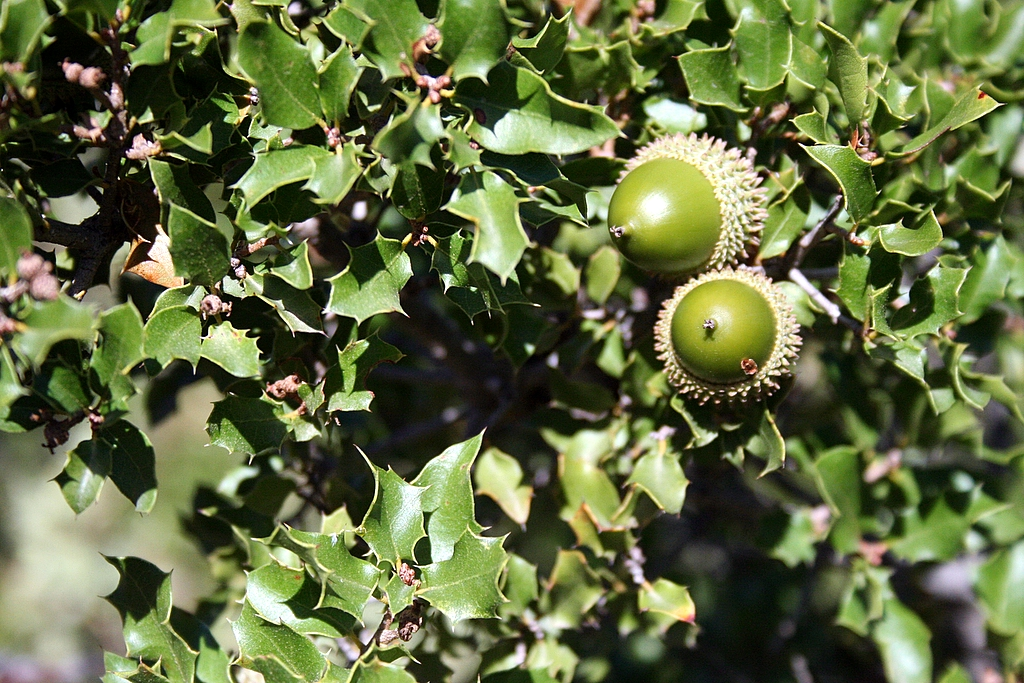
Eikels
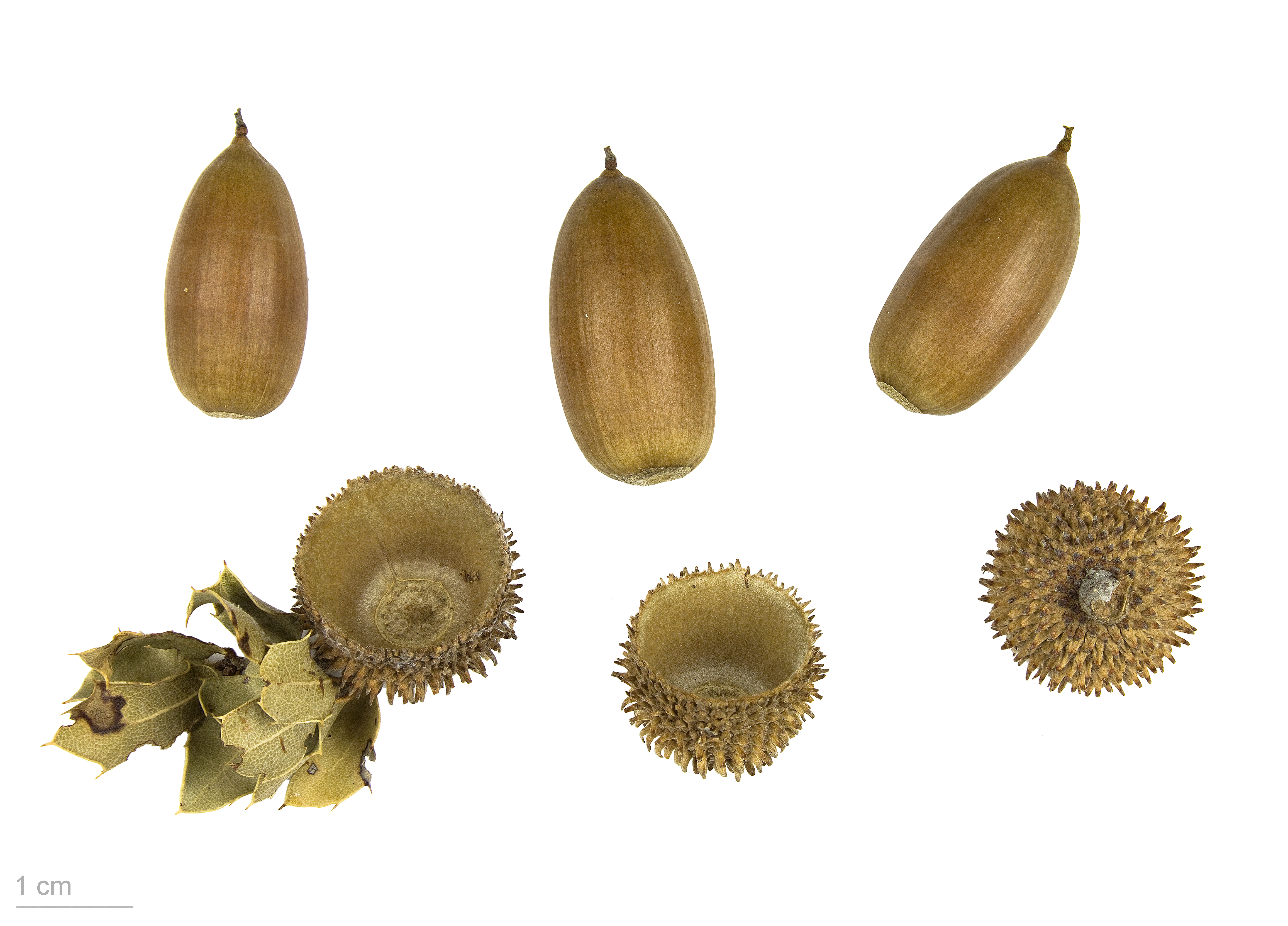
Eikels met napjes

Gezaagdbladige eik (Q. acutissima) · 
Amerikaanse witte eik (Q. alba) · 
Japanse eik (Q. aliena) · 
Gouden eik (Q. alnifolia) · 
Californische struikeik (Q. berberidifolia) · 
Tweekleurige eik (Q. bicolor) · 
Moseik (Q. cerris) · 
Hulsteik (Q. coccifera) · 
Scharlaken eik (Q. coccinea) · 
Japanse keizereik (Q. dentata) ·  
Portugese eik (Q. faginea) · 
Steeneik (Q. ilex) · 
Californische zwarte eik (Q. kelloggii) · 
Quercus lamellosa · 
Quercus lusitanica · 
Perzische eik (Q. macranthera) · 
Mongoolse eik (Q. mongolica) · 
Moeraseik (Q. palustris) · 
Wintereik (Q. petraea) · 
Donzige eik (Q. pubescens) · 
Pyrenese eik (Q. pyrenaica) · 
Zomereik (Q. robur) · 
Amerikaanse eik (Q. rubra) · 
Kurkeik (Q. suber)